# Carbayón (dulce)
Los carbayones son un dulce típico asturiano, más concretamente de Oviedo, de donde toman su nombre, ya que carbayones es como se llama coloquialmente a los ovetenses por un determinado roble (carbayu en asturiano) que estaba situado en la calle Uría, en el centro de la ciudad. En el lugar en el que estuvo hay actualmente una placa conmemorativa que recuerda el emplazamiento de este legendario árbol.
El dulce fue creado en el primer tercio del siglo XX. Entre 1920 y 1923 José de Blas, titular de la confitería Camilo de Blas, encarga a su maestro obrador, José Gutiérrez, que elaborara un dulce que representara a la ciudad de Oviedo. Ese dulce, el carbayón, sería dado a conocer en la primera Feria Internacional de Muestras de Asturias que tuvo lugar en Gijón en 1924.

## Características
Consiste en una masa de hojaldre en tres pliegues rellena de una mezcla de huevo, almendra molida, coñac o vino dulce y azúcar, básicamente, y cubierta de un almíbar hecho a base de agua, zumo de limón, azúcar y canela.